# 崇実大学校
崇実大学校（スンシルだいがっこう、英称: Soongsil University）は、ソウル特別市銅雀区上道洞511に本部を置く大韓民国の私立大学である。1905年に設置された。大学の略称は崇大、SSU。

## 沿革
李朝末期の1897年、キリスト教長老派の米国人宣教師ウィリアム・ベアード（William M. Baird）が平壌に設立した崇実学堂（スンシルハクタン）に始まる。1900年に4年制中学校となり、1906年、韓国福音主義宣教連合公議会を母体として朝鮮半島で唯一の4年制大学連合崇実大学が発足。1910年の日韓併合後、私立学校令により崇実専門学校と改称する。平壌を拠点としたミッションスクールは崇実中学校、崇義女学校をあわせて「三崇」と呼ばれた。
三・一独立運動を受けて朝鮮総督府が文化統治に移行した1920年代には、ミッションスクールに対する教育同化政策がすすめられた。特に崇実では朝鮮人に対する民族主義的教育を総督府が問題視したことにより、1925年には神社参拝の「踏み絵」が強要されたが、多くのミッションスクールはこれを拒否した。1936年には米本国の海外宣教部が総督府の宗教政策に反対してミッションスクールの閉校を決定（教育引退）。1938年3月、最後の卒業生を送り出して閉校となった。旧・崇実専門学校の設備は、1939年設立の大同工業専門学校（1944年、平壌工業専門学校と改称）に引き継がれた。工専は1946年10月に金日成大学に統合された。
1945年の植民地支配解放後、崇実大学の再建が計画されたが、朝鮮戦争の混乱で挫折。漸く1953年にソウル永楽教会において崇実大学再建期成会、崇実大学財団が組職され、1954年、閉校から16年ぶりに崇実大学が再建された。当初は永楽教会内部に臨時教室を置いたが、1957年、現在地のソウル市内銅雀区上道洞に土地を取得し本格的な再開が軌道に乗った。
1971年、共にミッションスクールであった崇実大学と大田大学（現在の大田大学校とは異なる）を統合し崇田大学校と改称。同年12月に大学校に昇格。1983年、再び2校は分離し、1987年の開校90周年に際して崇実大学校の名称に落ち着いた。
2011年4月現在、同校は学部課程に9単科大学、29学科、10学部、一般大学院に40学科（修士・博士課程設置36学科＋修士課程設置4学科）、特殊大学院に6大学院41学科（専攻）を開設している。そして、全体教員数は専任教員454人を含めて1,053人に及び、在籍学生数は学部に20,258人、一般大学院に1,759人、特殊大学院に1,248人である。2007年には開校110周年を迎えた。
1. ↑  馬越徹「韓国近代大学の成立と展開」p.64 名古屋大学出版会 1995
2. ↑  nate.com 大同工業専門学校の項（韓国語）。
3. ↑  旧・大田大学の方は韓南大学校となった。

## 組織

### 大学
- 人文大学
  - キリスト教学科
  - 国語国文学科
  - 英語英文学科
  - 独語独文学科
  - 仏語仏文学科
  - 中国語中国文学科
  - 日本語日本学科
  - 哲学科
  - 史学科
  - 平生教育学科（生涯教育学科）
  - 文芸創作学科
  - 生活体育学科
- 自然科学大学
  - 数学科
  - 物理学科
  - 化学科
  - 情報統計・保険数理学科
  - 医生命情報学部
- 法科大学
  - 法学科
  - 国際法務学科
- 社会科学大学
  - 社会福祉学部
  - 行政学部
  - 政治外交学科
  - 情報社会学科
  - 言論広報学科
- 経済通商大学
  - 経済学科
  - 国際通商学科
- 経営大学
  - 経営学部
  - ベンチャー中小企業学科
  - 会計学科
- 工科大学
  - 化学工学科
  - 有機新素材・ファイバー工学科
  - 電気工学部
  - 機械工学科
  - 産業・情報システム工学科
  - 建築学部
- IT大学（情報工学大学）
  - コンピュータ学部
  - 電子情報工学部(旧 情報通信電子工学部)
  - グローバルメディア学部
  - ソフトウェア学部(2015年 新設, コンピュータ学部 から分離)
  - スマトシステムソフトウェア学科(2015年 新設, 情報通信電子工学部 から分離)
  - メディア経営学科(2015年 新設, グローバルメディア学部 から分離)
- ベアード学部大学（教養特性化大学）
- 金融学部

### 大学院
- 一般大学院
  - 人文社会系列
    - 国語国文学科（文学修士・文学博士）：　国語学専攻、古典文学専攻、現代文学専攻
    - 英語英文学科（文学修士・文学博士）：　イギリス文学専攻、アメリカ文学専攻、英語学専攻、翻訳学専攻
    - 独語独文学科（文学修士・文学博士）：　独文学専攻、独語学専攻
    - 仏語仏文学科（文学修士・文学博士）：　仏文学専攻、仏語学専攻
    - 中国語中国文学科（文学修士・文学博士）：　中国文学専攻、中国語学専攻、韓中翻訳学専攻、韓中比較語文学専攻
    - 日本語日本学科（文学修士）：　日本語学専攻、日本文学・文化専攻、日本経済・経営専攻
    - 哲学科（文学修士・文学博士）：　西洋哲学（倫理学・美学を含む）専攻、東洋哲学専攻
    - 史学科（文学修士・文学博士）：　考古・美術史専攻、韓国史専攻、東洋史専攻、西洋史専攻
    - 生涯教育学科（生涯教育学修士・生涯教育学博士）：　生涯教育学専攻
    - 生活体育学科（体育学修士・体育学博士）：　生活体育学専攻
    - 文芸創作学科（文学修士・文学博士）：　文芸創作学専攻
    - キリスト教学科（文学修士・キリスト教教学博士）：　キリスト教神学専攻、キリスト教哲学専攻、キリスト教歴史学専攻、キリスト教文化学専攻、聖書学専攻、キリスト教社会学専攻、キリスト教倫理学専攻、キリスト教相談倫理学専攻
    - 法学科（法学修士・法学博士）：　基礎法専攻、憲法専攻、行政法専攻、刑法専攻、刑事訴訟法専攻、国際法専攻、労働法専攻、民事訴訟法専攻、民法専攻、商法専攻、アメリカ法専攻
    - 経済学科（経済学修士・経済学博士）：　金融及びマクロ経済学専攻、財政及び公共経済専攻、比較経済及び政治経済学専攻、労働経済学専攻、計量経済学専攻、応用ミクロ経済学専攻
    - 経営学科（経営学修士・経営学博士）：　人事組織専攻、財務管理専攻、マーケティング専攻、OMIS専攻
    - 貿易学科（国際通商学修士・国際通商学博士）：　国際経済学専攻、国際経営学及び国際商務論専攻
    - 会計学科（経営学修士・経営学博士）：　財務会計専攻、税務会計専攻、管理会計専攻、会計情報システム専攻
    - ベンチャー中小企業学科（経営学修士・経営学博士）：　企業家精神及び創業専攻、中小・ベンチャー融通専攻、中小・ベンチャー金融専攻
    - 社会福祉学科（社会福祉学修士・社会福祉学博士）：　社会福祉実践専攻、社会福祉政策専攻、社会福祉行政専攻
    - 行政学科（行政学修士・行政学博士）：　行政学専攻、政策学専攻
    - 政治外交学科（政治学修士・政治学博士）：　統一・北韓学専攻、韓国政治専攻、比較政治専攻、国際政治専攻、政治理論・政治思想専攻
    - 情報社会学科（社会学修士）：　情報社会学専攻
    - 言論広報学科（言論学修士）：　新聞放送専攻、広告広報専攻

  - 自然科学系列
    - 数学科（理学修士・理学博士）：　数学専攻
    - 物理学科（理学修士・理学博士）：　凝集物質物理専攻、粒子及び天体粒子物理専攻、プラズマ物理専攻
    - 化学科（理学修士・理学博士）：　物理化学専攻、有機化学専攻、無機化学専攻、分析化学専攻、生化学専攻
    - 情報統計・保険数理学科（理学修士・理学博士）：　統計学専攻、保険数理専攻
    - 生命情報学科（理学修士・理学博士）：　生命科学専攻、生命情報学専攻

  - 工学系列
    - 化学工学科（工学修士・工学博士）：　環境及び化学工学専攻、ビューティ工学専攻
    - 有機新素材・ファイバー工学科（工学修士・工学博士）：　有機新素材・ファイバー工学専攻
    - 電子工学科（工学修士・工学博士）：　通信及び信号処理専攻、素子及び直接回路専攻、超高周波及び光波専攻、コンピューター・自動化及びネットワーク専攻
    - 電気工学科（工学修士・工学博士）：　エネルギ及び産業電子専攻、電気電子材料及び大電力専攻、制御計測及びシステム専攻
    - 機械工学科（工学修士・工学博士）：　熱及び流体専攻、材料・設計及び生産専攻、動力学及び制御専攻
    - コンピューター学科（工学修士・工学博士）：　コンピューター構造専攻、コンピューター通信、システムソフトウェア専攻、ソフトウェア工学専攻、人工知能専攻
    - 産業・情報システム学科（工学修士・工学博士）：　産業システム工学（生産システム工学・品質及び経営工学）専攻、情報システム工学（miis・e-ビジネス・ソフトウェア工学・ネットワークシステム）、共通分野（hci）専攻
    - 建築学科（工学修士・工学博士）：　建築・都市設計及び計画専攻、建築構造及び材料・施工専攻
    - 情報通信工学科（工学修士・工学博士）：　通信及び信号処理専攻、素子及び直接回路専攻、超高周波及び光波専攻、コンピューター・自動化及びネットワーク専攻
    - メディア学科（工学修士・工学博士）：　メディア工学専攻、コンテンツ工学専攻、メディアアート専攻
    - 室内デザイン学科（工学修士・工学博士）：　室内デザイン・造型・空間環境デザイン専攻
    - デジタル放送学科（工学修士・工学博士）：　デジタル放送専攻

  - 学・研・産協同課程
    - 化学科＋韓国化学研究所

  - 学科間協同課程
    - IT政策経営学課程（工学修士・工学博士；法＋経営＋コンピューター学科協同）：　IT政策学専攻、ITサービス経営学専攻
    - 文化コンテンツ学課程（文化コンテンツ学修士・文化コンテンツ学博士；文芸創作＋メディア学科協同）：　文化コンテンツ学専攻
- 特殊大学院
  - 中小企業大学院
    - 中小企業経営指導学科（経営学修士）
    - 創業戦略学科（経営学修士）
    - ベンチャー経営学科（経営学修士）
    - フランチャイズ学科（経営学修士）
    - ビューティ産業学科（工学修士）

  - 情報科学大学院
    - ソフトウェア工学科（工学修士）
    - 知識経営学科（工学修士）
    - 情報通信融合学科（工学修士）
    - メディア放送学科（工学修士）
    - 情報セキュリティ科（工学修士）
    - 金融IT工学科（工学修士）

  - 社会福祉大学院
    - 社会福祉専攻（社会福祉学修士）
    - 老人福祉専攻（社会福祉学修士）
    - 児童青少年福祉専攻（社会福祉学修士）
    - 相談福祉専攻（社会福祉学修士）
    - 家族治療専攻（社会福祉学修士）
    - 精神保健福祉専攻（社会福祉学修士）
    - 障害者福祉専攻（社会福祉学修士）

  - 教育大学院
    - 教育行政・リーダーシップ専攻（教育学修士）
    - 幼児教育専攻（教育学修士）
    - 国語教育専攻（教育学修士）
    - 英語教育専攻（教育学修士）
    - 数学教育専攻（教育学修士）
    - 教育工学専攻（教育学修士）
    - 生涯教育・HRD専攻（教育学修士）
    - 早期英語教育専攻（教育学修士）
    - 韓国語教育専攻（教育学修士）

  - キリスト教学大学院
    - キリスト教神学科（文学修士）
    - 牧会相談学科（相談学修士）
    - キリスト教社会学科（文学修士）
    - キリスト教文化学科（文学修士）
    - キリスト教社会福祉学科（社会福祉学修士）

  - 経営大学院
    - 国際通商学科（国際通商学修士）
    - 中国地域通商学科（国際通商学修士）
    - プロジェクト経営学科（経営学修士）
    - プライベートバンキング学科（経営学修士）
    - 専門経営学科（経営学修士）
    - 会計税務学科（経営学修士）
    - サービス経営学科（経営学修士）
    - 労使関係学科（経営学修士）
    - 外食経営学科（経営学修士）

## 施設

### 図書館
1954年5月10日、上道洞キャンパスに正式開館した。開館当時の蔵書はアメリカの長老教会と在米教友会からの寄贈図書4000余冊であった。1959年12月21日に石造建物である本館の1階に移転した。1967年10月10日、開校70周年を迎え、独立建物が竣工され移転した。1983年7月、アメリカUBCHEA(United Board for Christian Higher Education in Asia)の支援を受けて現在の地下1階、地上6階、2,800坪規模の中央図書館を竣工・開館した。1994年に図書館自動化システムOasisを導入し、2004年11月には淑明女子大学校および中央大学校と図書貸出協定を締結した。
2010年現在、795,271冊の蔵書を有している。東洋書籍517,207冊、西洋書籍186,804冊、古書1,040冊、非図書7,371冊、学位論文82,849冊である。
閲覧室は自由閲覧室として運営されている。第1～6閲覧室、大学院閲覧室、博士閲覧室を併せて1,879席である。
資料室は自然科学図書室、社会科学図書室（以上3階）、人文科学図書室（4階）、参考図書室、メディアルーム（以上5階）、定期刊行物室（6階）で構成されている。
2010学年度から学部生の素養の増進を目指して、中央図書館が中心になって「読書後記クラブ」が開設された。分野別の教授の指導の下で学部生がセミナーに参加する。このプログラムによって本校の中央図書館は教育科学技術部と韓国教育学術情報院が主催した「2010年大学図書館評価」において教育・研究支援サービス部門の最優秀図書館に選定された。

## その他
- サッカー強豪校として知られ、多くのKリーグ選手、Jリーガーを卒業生に持つ。以下は主な出身選手。
- 温炳勲 - サッカー選手
- 金秉析 - サッカー選手
- 韓国栄 - サッカー選手、韓国代表
- 朴基棟 - サッカー選手
- 朴炡慧 - サッカー選手
- 朴柱昊 - サッカー選手、韓国代表
- 朴宗真 - サッカー選手

## 交通アクセス
- ソウル地下鉄7号線「崇実大入口駅」